# 塩見邦雄
塩見 邦雄（しおみ くにお、1943年3月15日 - ）は、日本の教育心理学者。兵庫教育大学名誉教授。
京都府福知山市出身。1966年京都大学教育学部教育心理学科卒、71年同大学院教育学研究科博士課程満期退学、1980年「人格構造の二元性についての実験的研究」で京大教育学博士。京大助手、鳥取大学教育学部助教授、1984年兵庫教育大学助教授、1988年教授、2006年定年退官、名誉教授、相愛大学人間発達学部教授、人間発達研究所所長。2013年退職。臨床心理士・学校心理士。

## 著書
- 『人格の基本構造の研究』風間書房 1984
- 『こどもの学習意欲をたかめる 日本とアメリカの教育の比較から』北大路書房 1994

### 共編著
- 『人間形成と心理学』金光義弘・足立明久共編 ミネルヴァ書房 1979
- 『心理検査・測定ガイドブック』金光義弘・足立明久共編 ナカニシヤ出版 1982
- 『教育心理学』編 ナカニシヤ出版 1984
- 『事例で学ぶ心理学 その理論と応用』足立明久共編著 勁草書房 1985
- 『発達心理学総論 エイジングの心理学』編 ナカニシヤ出版 1986
- 『中学・高校生の心理と指導』吉野要共編 ナカニシヤ出版 1990
- 『最高人格への道 教育目標の心理学』上田吉一共編著 川島書店 1991
- 『心理検査法』千原孝司、岸本陽一共著 ナカニシヤ出版 1991
- 『心理学ジェネラル』編著 北大路書房 1992
- 『小学生の心理と指導』編 ナカニシヤ出版 1993
- 『視聴覚教育の理論と方法』編著 ナカニシヤ出版 1996
- 『心理検査ハンドブック』編著 ナカニシヤ出版 1998
- 『社会性の心理学』編著 ナカニシヤ出版 2000
- 『スクールカウンセリング その理論と実践』編 ナカニシヤ出版 2001
- 『学校の心理学 教育への心理学的支援』編 ナカニシヤ出版 2002
- 『対話で学ぶ心理学』中田栄共編 ナカニシヤ出版 2003
- 『対話で学ぶ発達心理学 対話で学ぶ心理学シリーズ』編 ナカニシヤ出版 2004
- 『対話で学ぶ認知心理学 対話で学ぶ心理学シリーズ』編 ナカニシヤ出版 2006
- 『対話で学ぶ臨床心理学 対話で学ぶ心理学シリーズ』編 ナカニシヤ出版 2007
- 『教育実践心理学』編 ナカニシヤ出版 2008
- 『「しっかりした子」に育てる本』岩堂美智子共著PHP研究所2008

### 翻訳
- S.C.エリクセン『高等教育の心理学』共訳 新曜社 1978
- ハンス・アイゼンク, G.D.ウィルソン『社会態度 パーソナリティとイデオロギイ』ナカニシヤ出版 1981
- H.J.アイゼンク『神経症はなおせる』岸本陽一共訳 ナカニシヤ出版 1982
- H.J.アイゼンク, G.D.ウィルソン編『心理学概論』監訳 創元社 1984
- キーラン・イーガン『教育に心理学は役立つか ピアジェ,プラトンと科学的心理学』勁草書房 1988
- ロバート・C.バーンズ『動的H-T-P描画診断法』伊集院清一,黒田健次共訳 星和書店 1997
- G.G.ベア, M.A.マニング『子どものしつけと自律』監訳 風間書房 2005
- マーティン・ヴァン・デァ・クレイ『学級づくり ニュージーランド教育現場から387の提案』監訳 ナカニシヤ出版 2006
- ギャリー・ハーマンソン『折衷的カウンセリング ARPIモデルのすべて 実践に役立つ統合モデル』監訳 誠信書房 2010

## 参考
- 塩見邦雄 - J-GLOBAL
- 『現代日本人名録』2002年
- 自己を強化する「こころの授業」の方法と実践 - 相愛大学